# Secchieta
Secchieta è un toponimo che indica sia un monte (1 449 m s.l.m.) del Pratomagno, sia una frazione divisa tra il Comune di Montemignaio e quello di Reggello.

## Geografia antropica e fisica
L'abitato è composto da una dozzina di abitazioni – case di villeggiatura nella quasi totalità dei casi - lungo la strada di collegamento tra il Pratomagno e Vallombrosa/Montemignaio.
In località Secchieta è presente anche un rifugio/bar nell'area che ospita il Monumento alla Resistenza.
La sommità del Monte Secchieta si trova sulla dorsale del Pratomagno di cui è una delle vette più alte.

## Strutture

### Centro trasmittente
Il monte Secchieta ospita alla sua cima numerose postazioni radio-televisive: le antenne presenti coprono la diffusione radiotelevisiva in buona parte del territorio della Toscana.

### Comprensorio sciistico
A partire dagli anni '60 ci furono tentativi di trasformare il Monte Secchieta in una località sciistica grazie alla realizzazione di tre piste per lo sci alpino e una pista per lo sci di fondo: la vicinanza a Firenze e la possibilità dei servizi offerti dalle vicine località di Saltino e Vallombrosa fecero credere che si potesse rilanciare così il turismo nella zona, benché poco adatta allo sci rispetto alle dirette concorrenti appenniniche. Infatti, pur essendo la sommità della vetta in provincia di Arezzo, Secchieta si trova sul crinale che divide il Casentino dal Valdarno Superiore e, conseguentemente, le province di Arezzo e di Firenze.
Gli impianti sciistici hanno funzionato a singhiozzo fino al 1986, poi sono stati successivamente dismessi per la costante assenza di neve e il mancato rinnovo della concessione da parte del Corpo Forestale dello Stato.

### Parco eolico
Nel versante aretino è presente un impianto di produzione di energia eolica.

### Stazione meteorologica
Il Monte Secchieta ospita una delle 250 sedi del servizio Meteomont.